# Nannup
Nannup är en liten stad i den australiska delstaten Western Australia med cirka 500 invånare. Staden ligger 280 km söder om Perth, statens huvudstad.
Nannup ligger vid floden Blackwood. Vägarna Vasse Highway och Brockman Highway korsar varandra vid Nannup och förbinder staden med de flesta av Nedre South West regionala centra.

## Historia
Namnet Nannup omnämns i skrift för första gången på 1860-talet av lantmätare. Namnet har sitt ursprung hos den aboriginska Noongarbefolkningen, och betyder "plats att stanna på" eller "papegojornas plats". Området var från början känt som "Lower Blackwood", och utforskades för första gången av Thomas Turner år 1834. År 1866 byggdes en bro över floden och en polisstation inrättades. En townsite avsattes år 1885, undersöktes 1889 och erkändes officiellt den 9 januari 1890.
År 1906 byggdes en grundskola och ett kommunalkontor. 1909 byggdes en järnväg (inte längre i bruk) från Jarrahwood, som förband Nannup med South Western Railway och möjliggjorde export av timmer från Nannup.

## Idag
Sågverk och jordbruk (främst nötkreatur) dominerar den lokala ekonomin, men vinframställning, blomsterodling och turistnäringen är branscher som växer i betydelse. Möbeltillverkning och annan lokal träförädling sysselsätter också ett litet antal av befolkningen.
Flera evenemang och festivaler hålls för att främja staden. Den största årliga festivalen är Nannup Music Festival (fd Southwest Folkmusik Festival) som hålls den första helgen i mars varje år, med gatuföreställningar och marknadsstånd samt en rad olika musikaliska framträdanden. Andra evenemang är den veckolånga Blomster- och trädgårdsfestivalen i augusti varje år och Rosfestivalen i november. 

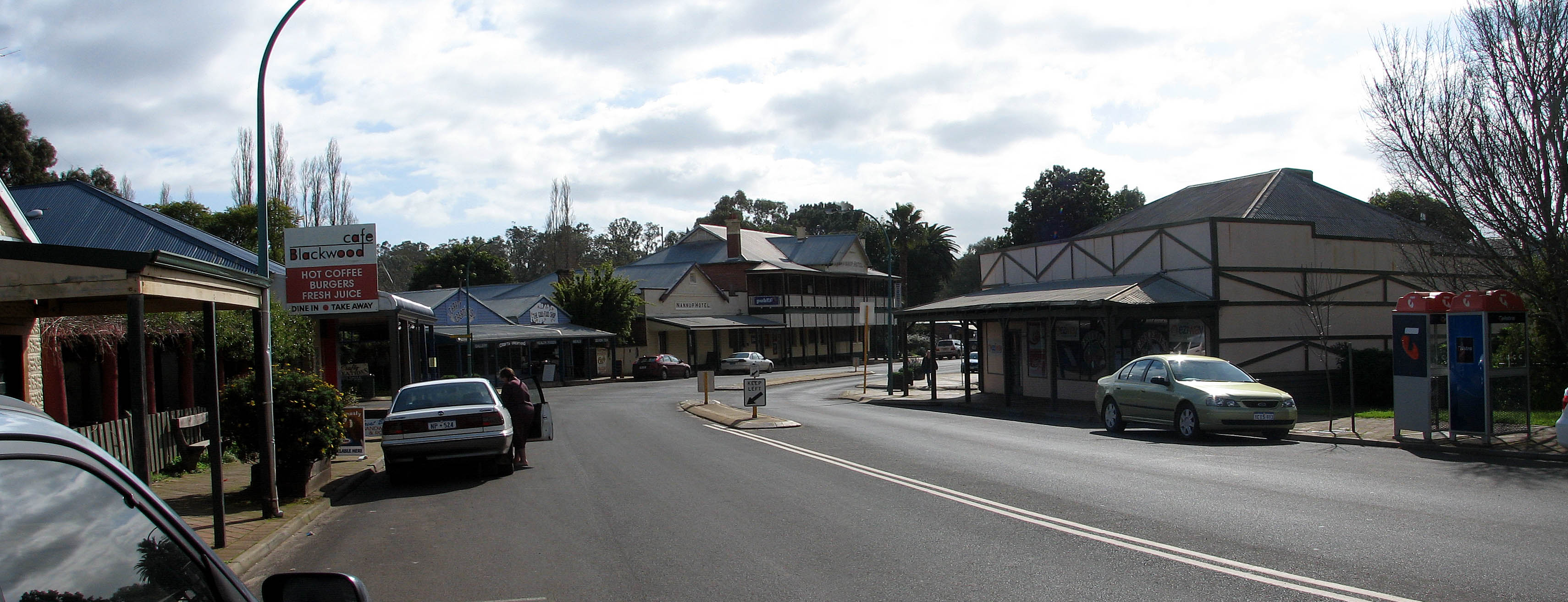
Panorama över huvudgatan i juni 2007
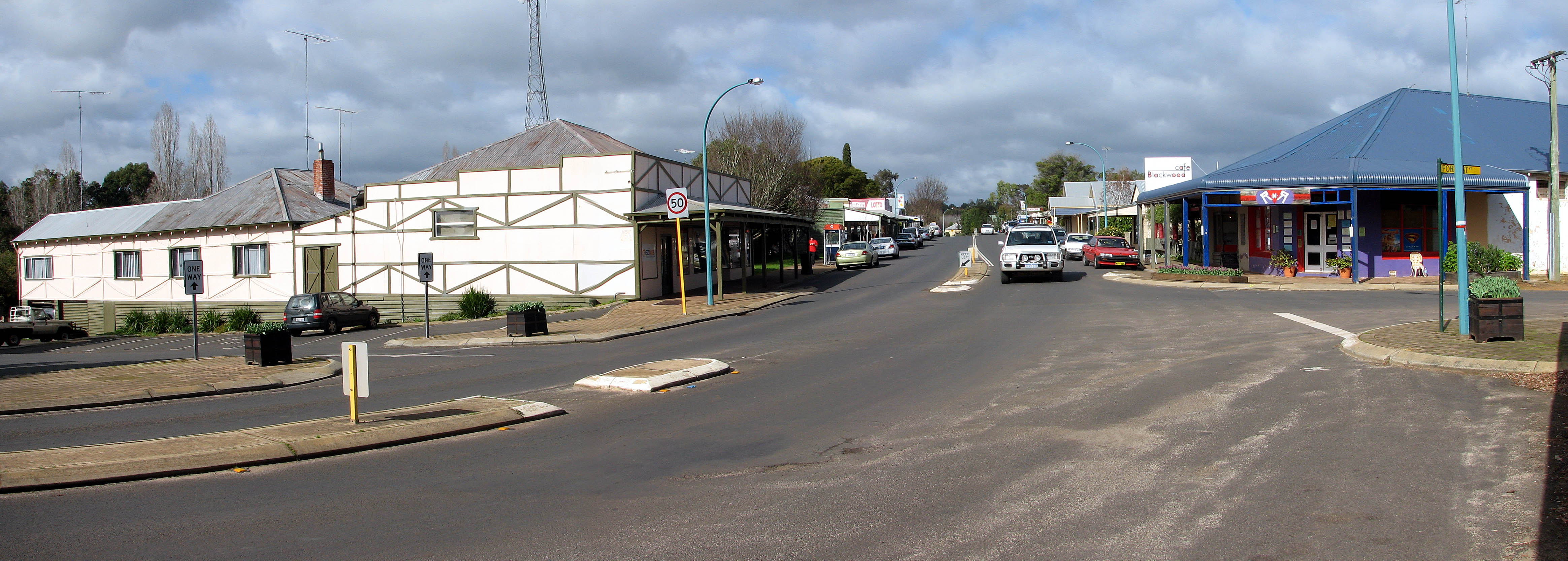
panorama över huvudgatan i juni 2007